# ۱۲:۰۱ بعد از ظهر (فیلم ۱۹۹۰)
۱۲:۰۱ بعد از ظهر (به انگلیسی: 12:01 PM) یک فیلم کوتاه با کارگردانی جاناتان هیپ و بازیگری کرتوود اسمیت است. این فیلم با پخش در تلویزیون کابلی در ۱۹۹۰ به عنوان بخشی از گلچین۳۰ دقیقه سری فیلم شوتایم پخش شد. این فیلم نامزد دریافت جایزه جایزهٔ اسکار شد.
این اولین فیلم اقتباسی از داستان کوتاه «ساعت ۱۲:۰۱» اثر ریچارد لوپف است که در دسامبر ۱۹۷۳ در نسخه‌ای از مجلهٔ فانتزی و علمی تخیلی منتشر شد. ماجرای این فیلم در مورد یک حلقهٔ زمانی است.